# Yobes Ondieki
Yobes Ondieki (Kisii, Nyanza, 21 februari 1961) is een Keniaanse atleet die is gespecialiseerd in de lange afstand. Hij won op de wereldkampioenschappen atletiek 1999 in Tokio de 5000 m. In datzelfde jaar liep hij op deze afstand in Zürich ook zijn persoonlijk record van 13.01,82.
Op de Olympische Spelen van Barcelona in 1992 behoorde hij tot het einde van de wedstrijd bij de uit vijf personen bestaande kopgroep. Vlak voor de finish werd hij niet alleen door de uiteindelijke winnaar Dieter Baumann uit Duitsland ingehaald, maar ook door de andere lopers en moest genoegen nemen met een vijfde plaats. Ook  bij de Olympische Spelen van Seoel in 1988 behaalde hij de finale, maar won geen medaille.
Op 10 juli 1993 liep hij in Oslo als eerste mens de 10.000 meter binnen de 27 minuten 26.58,38. In 1989 won hij de 5 km van Carlsbad.
Ondieki was met de Australische marathonloopster Lisa Martin getrouwd. Uit het inmiddels ontbonden huwelijk kwam in 1990 dochter Emma Ondieki voort.

## Titels
- Keniaans kampioen 5000 m - 1991
- Wereldkampioen 5000 m - 1991

## Persoonlijke records
| Onderdeel | Tijd     | Datum  | Plaats          |
| --------- | -------- | ------ | --------------- |
| 3000 m    | 7.39,43  | Monaco | 7 augustus 1993 |
| 5000 m    | 13.01,82 | Zürich | 7 augustus 1991 |
| 10000 m   | 26.58,38 | Oslo   | 10 juli 1993    |

## Overige prestaties

### 5000 m
- 1988: 12e OS - 13.52,01
- 1990:  Grand Prix Finale - 13.31,37
- 1990:  Memorial Van Damme - 13.05,60
- 1991:  Memorial Van Damme - 13.21,79
- 1991:  WK - 13.14,45
- 1991:  Weltklasse Zurich - 13.01,81
- 1992: 5e OS - 13.17,50

### 10.000 m
- 1984:  Drake Relays - 29.00,06
- 1985:  Drake Relays - 28.40,71

### 5 km
- 1989:  5 km van Carlsbad - 13.26

### 10 km
- 1989:  10 km van Cleveland - 28.19
- 1990:  10 km van Cleveland - 28.32
- 1994:  10 km van Cleveland - 28.30

1983 Eamonn Coghlan ·
1987 Saïd Aouita ·
1991 Yobes Ondieki ·
1993 Ismael Kirui ·
1995 Ismael Kirui ·
1997 Daniel Komen ·
1999 Salah Hissou ·
2001 Richard Limo ·
2003 Eliud Kipchoge ·
2005 Benjamin Limo ·
2007 Bernard Lagat · 
2009 Kenenisa Bekele ·
2011 Mo Farah ·
2013 Mo Farah ·
2015 Mo Farah ·
2017 Muktar Edris ·
2019 Muktar Edris ·
2022 Jakob Ingebrigtsen ·
2023 Jakob Ingebrigtsen